# Néma düh
A Néma düh (eredeti cím: Silent Rage) 1982-ben bemutatott amerikai sci-fi-horror-akciófilm, melyet Michael Miller rendezett. A főszerepben Chuck Norris látható.

## Cselekmény
|  | Alább a cselekmény részletei következnek! |

Egy kis texasi városban egy mentálisan beteg férfi, John Kirby (Brian Libby) végez két emberrel. Daniel Stevens seriff (Chuck Norris) és helyettese, Charlie (Stephen Furst) letartóztatja Kirby-t, de ő eltöri a bilincset, kiszabadul a rendőrautóból és fegyvert szerez. A rendőrök lelövik, Kirby súlyos sérüléseket szenved és halálközeli állapotba kerül.
Kirbyt elszállítják egy intézménybe, ahol a pszichiátere, Tom Halman (Ron Silver), illetve orvos segítői, Spires (Steven Keats) és Vaughn (William Finley) életmentú műtét hajtanak végre rajta. Egy újonnan kifejlesztett szérumot adnak be Kirbynek, de nem gondoltak bele a következményekre, ezáltal Kirby szinte sebezhetetlenné válik. Kirby ámokfutásba kezd, végez orvosaival és Charlie-val is.
Stevens seriff Kirby nyomába ered, abban a reményben, hogy véget tud vetni a vérontásnak. Mikor végül rátalál, a seriff Kirbyt egy mély kútba hajítja. A film végén azonban Kirby ismét felbukkan, bizonyítva, hogy nem halt meg...

## Szereplők
| Színész        | Szerep             | Magyar hang        | Magyar hang        |
| Színész        | Szerep             | 1. szinkron (2001) | 2. szinkron (2018) |
| -------------- | ------------------ | ------------------ | ------------------ |
| Chuck Norris   | Dan Stevens seriff | Jakab Csaba        | Jakab Csaba        |
| Ron Silver     | Dr. Tom Halman     | Czvetkó Sándor     | Szabó Máté         |
| Steven Keats   | Dr. Phillip Spires | Sztarenki Pál      | Tokaji Csaba       |
| Toni Kalem     | Alison Halman      | Létay Dóra         | Sipos Eszter Anna  |
| William Finley | Dr. Paul Vaughn    | Tarján Péter       | Seder Gábor        |
| Brian Libby    | John Kirby         | Zágoni Zsolt       | Orbán Gábor        |
| Stephen Furst  | Charlie            | Kerekes József     | Elek Ferenc        |

## Bemutató
A filmet az Egyesült Államokban a Columbia Pictures mutatta be a mozikban, 1982 áprilisában.
A jegyeladásokból 10 490 791 dolláros bevételt ért el. A filmet DVD-n a Sony Pictures Home Entertainment adta ki 2001-ben.

## Remake
A filmből 2009-ben remake készült, Indestructible címmel.

## Fordítás
Ez a szócikk részben vagy egészben  a   Silent Rage című angol Wikipédia-szócikk ezen változatának fordításán alapul.  Az eredeti cikk szerkesztőit annak laptörténete sorolja fel. Ez a jelzés csupán a megfogalmazás eredetét és a szerzői jogokat jelzi, nem szolgál a cikkben szereplő információk forrásmegjelöléseként.